# Утилитаристички морал
Утилитаристички или утилитарни морал је морал који се заснива на ставу да је иметак и сигурност који он пружа највалиднија мера вредности коју човек поседује.

## Карактеристике
Овај тип моралности претпоставља материјални статус у односу на сваки други. Дакле, није важно какве особине човек има, већ колико материјалних добара поседује. Такође, високо се вреднује и моћ државе и опште благостање. Према информацијама са сајта megatrend-info, Жорж Сорел је истицао тек два различита морала; морал произвођача, који је описао као стваралачки, херојски и сараднички и морал потрошача који је утилитаристички, конкурентски и који тежи профиту. Овакав морал све посматра као средство а не као циљ. Заправо, према неким изворима, два главна погледа на свет су деонтолошки и утилитаристички морал. Према другим ауторима, озбиљни ривал оваквом моралу је етика врлине и главна разлика је што ова етика предност даје карактеру, а утилитаристички морал поступцима. Утилитаристички морал прихвата могућност да човек као јединка жртвује чак и своје највеће добро, али само ради добра других. Дакле, жртва није довољна сама по себи и она која не увећава, или нема тенденцију да увећа укупно добро, нема смисла. Из овога произилази да је идеал утилитаристичког морала да човек делује онако како би волео да други делују и да заправо воли људе из свог окружења. Као средство да се досегне овај идеал, корисност би налагала, да закони и друштвена уређења што више ускладе интересе појединца и целине, а да образовање и јавно мњење буду усмерени ка постизању таквог циља. Тако постављен утилитаристички морал не оставља много простора противницима да пронађу недостатке којима би фаворизовали неки други морал.

## Критике
Маркс је критиковао овакву моралност у својим „Раним радовима“, чак називајући људе глупим, с обзиром да сматрају да је неки предмет њихов тек када га поседују. Жорж Гурвич је сматрао да је буржоазија фаворизовала овакав морал. Бранислав Нушић такође даје своје сатирично виђење таквог друштва и таквог морала у свом делу „Покојник“. Према виђењу представника СРС, утилитаристички морал је супротстављен демократији, алтруизму и хришћанском погледу на свет. Они овакав морал представљају као англосаксонски утилитаризам и доводе га у везу са Џереми Бентамом, који је слику света изградио према доживљају природе човека Томаса Хобса и Џона Лока, али и пре њих је атински посланик Еуфем такође пропагирао овакав вид морала. Овакав морал описују као принцип према коме се бира „мање зло“, али га сматрају деструктивним и илуструју политиком енглеске краљице Викторије и њеног ратног саветника Дизраелија.